# Colegiata de San Pedro (Lerma)
Para ver otras colegiatas bajo la misma advocación, véase Colegiata de San Pedro.
La Colegiata de San Pedro está situada en la Plaza de San Pedro de la localidad de Lerma (provincia de Burgos, comunidad autónoma de Castilla y León, España). Se consagró en 1617 con grandes festejos para la Corte y los nobles, que duraron 21 días. El duque de Lerma consiguió que esta abadía dependiera directamente de Roma (por eso se ve el emblema papal por todas partes).
Cuenta con una portada señorial con los escudos de los Sandoval (banda negra sobre oro) y los Rojas (cinco estrellas).

## Exterior

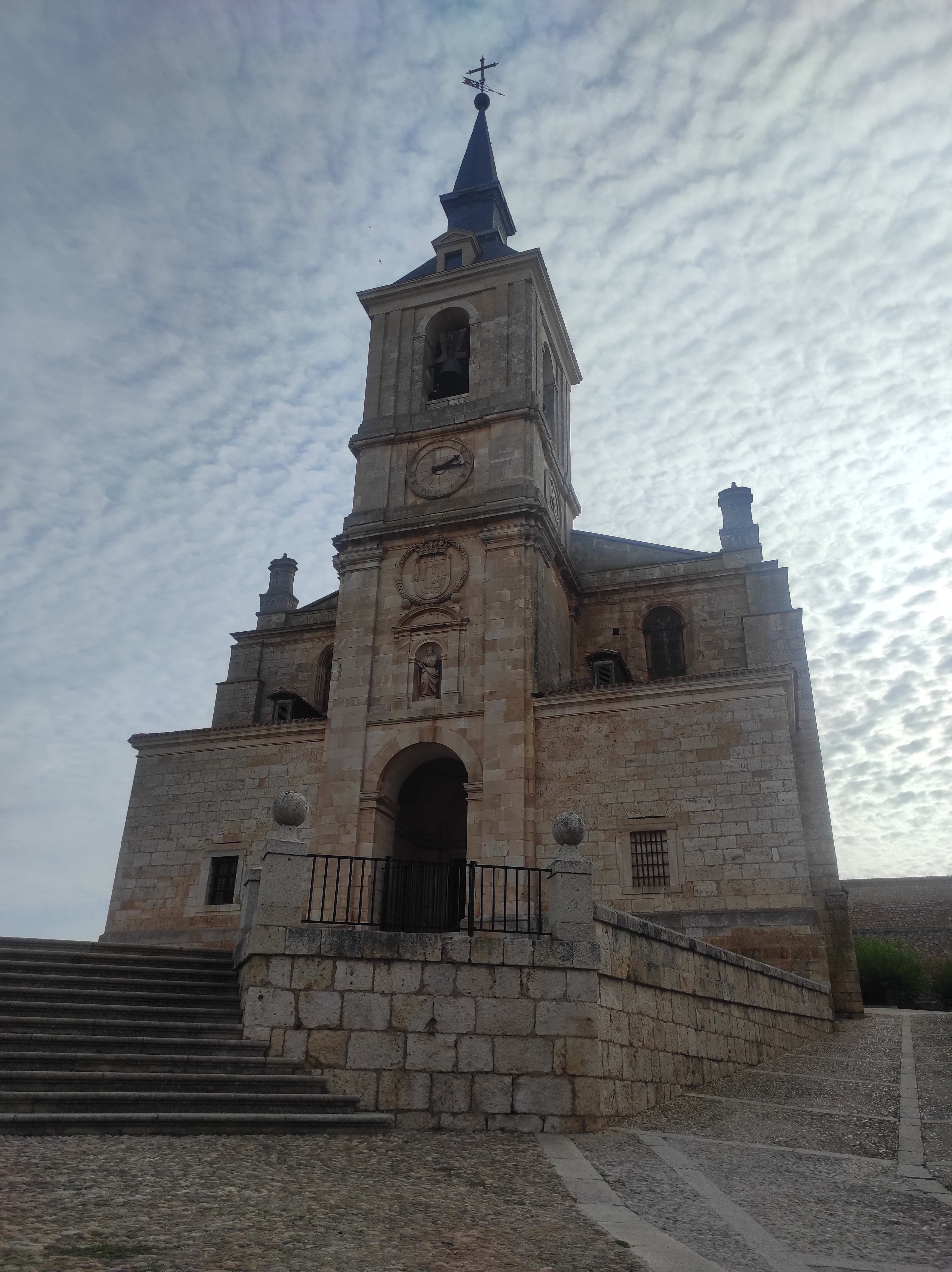
Fachada del edificio en 2022.

Lo primero que llama la atención de la Colegiata es la sencillez de su exterior. La fachada principal de la Colegiata tiene una torre articulada en cuatro cuerpos. El primer cuerpo tiene un arco de medio punto por el que se llega al templo, el segundo cuerpo tiene una hornacina donde se encuentra una escultura de San Pablo, el tercer cuerpo alberga un reloj que aunque no es el originario le imita a la perfección y el cuarto cuerpo da al grandioso campanario. En la torre que posee la Colegiata en el exterior se encuentran el baptisterio y la contaduría. Otra de las fachadas, la fachada del mediodía permite la entrada a la Colegiata a través de una portada clasicista muy sencilla.

## Interior

### Pila bautismal
Aunque la Colegiata de San Pedro destaque por el clasicismo de su exterior, en el interior el arte se basa más en lo medieval y lo renacentista. La Colegiata alberga en su interior grandes pilares cilíndricos con capiteles jónicos y preciosas bóvedas. Las bóvedas son de estilo gótico y están compuestas por múltiples adornos ornamentales. 
En esta iglesia se albergan bellas obras de arte y piezas muy antiguas que, afortunadamente, se siguen conservando en la actualidad. Alguna de estas piezas de las que podemos seguir disfrutando es la pila bautismal, que es la pieza más antigua de la Colegiata y está conservada en el baptisterio. Esta pila bautismal data de la primera mitad del siglo XIII y es de estilo románico. Un dato curioso de esta pila bautismal es que entre sus adornos exteriores hay dibujos mitológicos como los centauros, leones, grifos y aves que están camuflados entre vegetación que trata de reflejar el Árbol de la Vida recogido en la Biblia.

### Presbiterio / Retablo

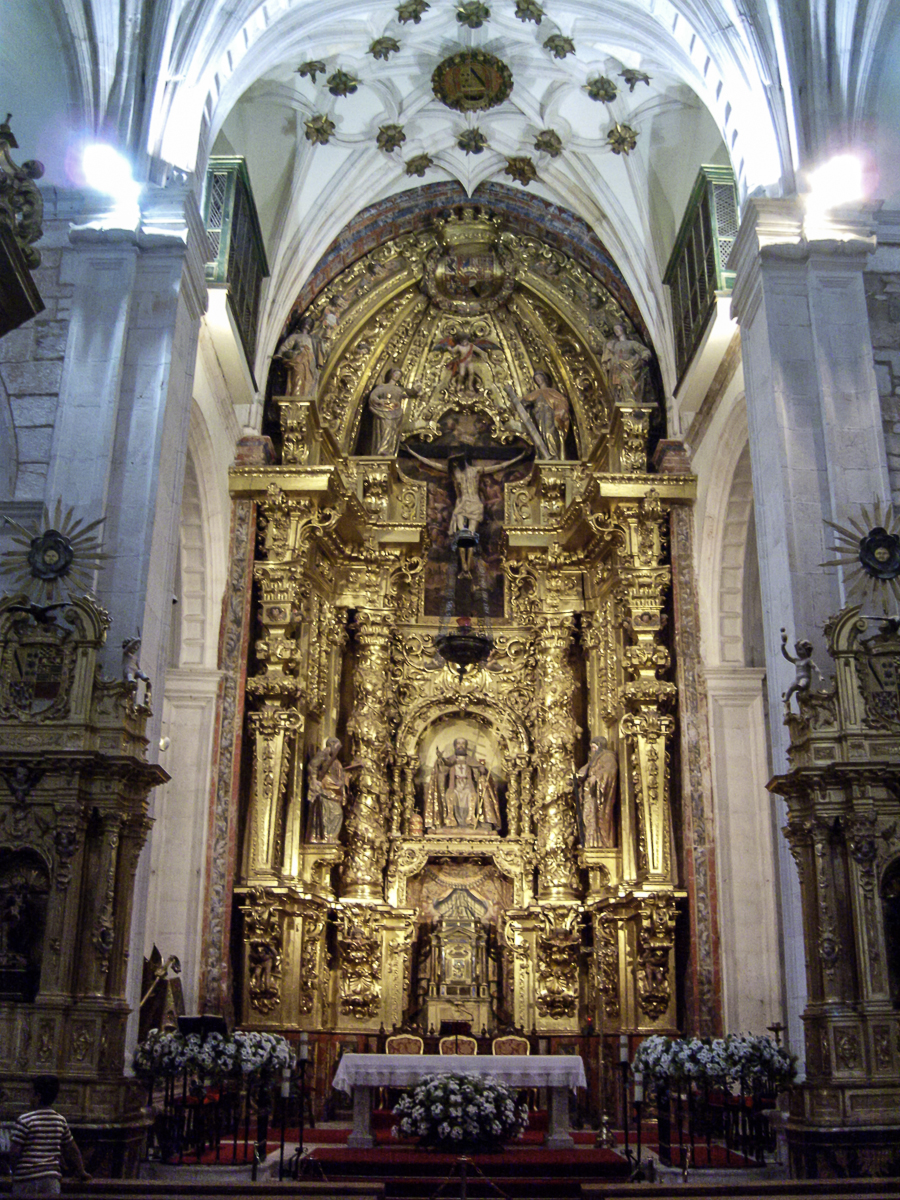
Retablo.

Uno de los lugares más admirados de la Colegiata es el presbiterio, que alberga una obra espectacular por su dimensión que es un retablo barroco que no es el originario pero que le sustituye en todo su esplendor. Del antiguo retablo solo se conserva el sagrario, que está realizado en mármol y bronce y en estilo clasicista y que se sigue conservando por su gran valor. El retablo mayor de la Colegiata ha recibido muchas críticas a pesar de ser una de las obras barrocas que se considera más singulares de Burgos. Este retablo empezó a construirse en 1.690 por decisión del Cabildo de la Colegiata. Al parecer, el retablo fue diseñado por el pintor Manuel Martínez Estrada, junto con Diego de Suano que se encargó del ensamblaje del retablo. El retablo mayor está muy bien adaptado al presbiterio donde en su parte central se encuentra el sagrario creado en el siglo XVII. El retablo tiene un único cuerpo de tres calles donde se encuentran las armas de los patronos de la Colegiata. Este retablo se soporta con columnas de origen salomónico y grandes pilares en los extremos. En esta pieza se encuentran numerosas esculturas que se siguen conservando a pesar de haberse realizado hace siglos. Algunas de estas esculturas se realizaron en 1.692 por Juan de Ávila. Dos esculturas muy destacadas en este retablo son la de San Pedro en Cátedra, que es de gran magnitud, y las de San Pablo y San Andrés. Además, en los extremos del retablo se encuentra dos balcones cerrados por pequeñas persianas, por donde accedían las clarisas a la Colegiata, de esta forma, las clarisas entraban a la iglesia para asistir a diferentes ceremonias. Además de las esculturas anteriores, también hay otras dos muy emotivas que representan a San José con el niño Jesús y a la Inmaculada que fueron talladas en 1.758 por Fernando González de Lara, casi un siglo después de la construcción del retablo mayor. Estas dos imágenes llaman la atención por la mezcla de sus estilos tanto barroco como clasicista.

### Coro
Otra parte representativa de la Colegiata que también se encuentra en otras iglesias de Lerma es el coro, que se encuentra en frente del presbiterio y está colocado en forma de “U”. Además del coro, cerca de la puerta principal hay un trascoro de estilo clásico organizado en dos cuerpos. En la parte baja del coro hay un arco que alberga una gran pintura realizada en el siglo XVII que representa una Cruz flanqueada por la Virgen y San Juan, y en la zona superior del coro hay una bella escultura, en busto, de Dios Padre. En los ángulos del coro se encuentran las estatuas de los Cuatro Evangelistas. El coro consta de una gran sillería coral organizada en dos pisos que por su amplitud y su gran capacidad representa perfectamente el gran número de personas que estaban al servicio de la Colegiata y que acudían a ella con frecuencia. El diseño de esta sillería coral corrió a cargo de Juan Gómez de Mora aunque el que se encargó de tallarla fue Pedro de Acheprestua en 1.615.

### Órganos

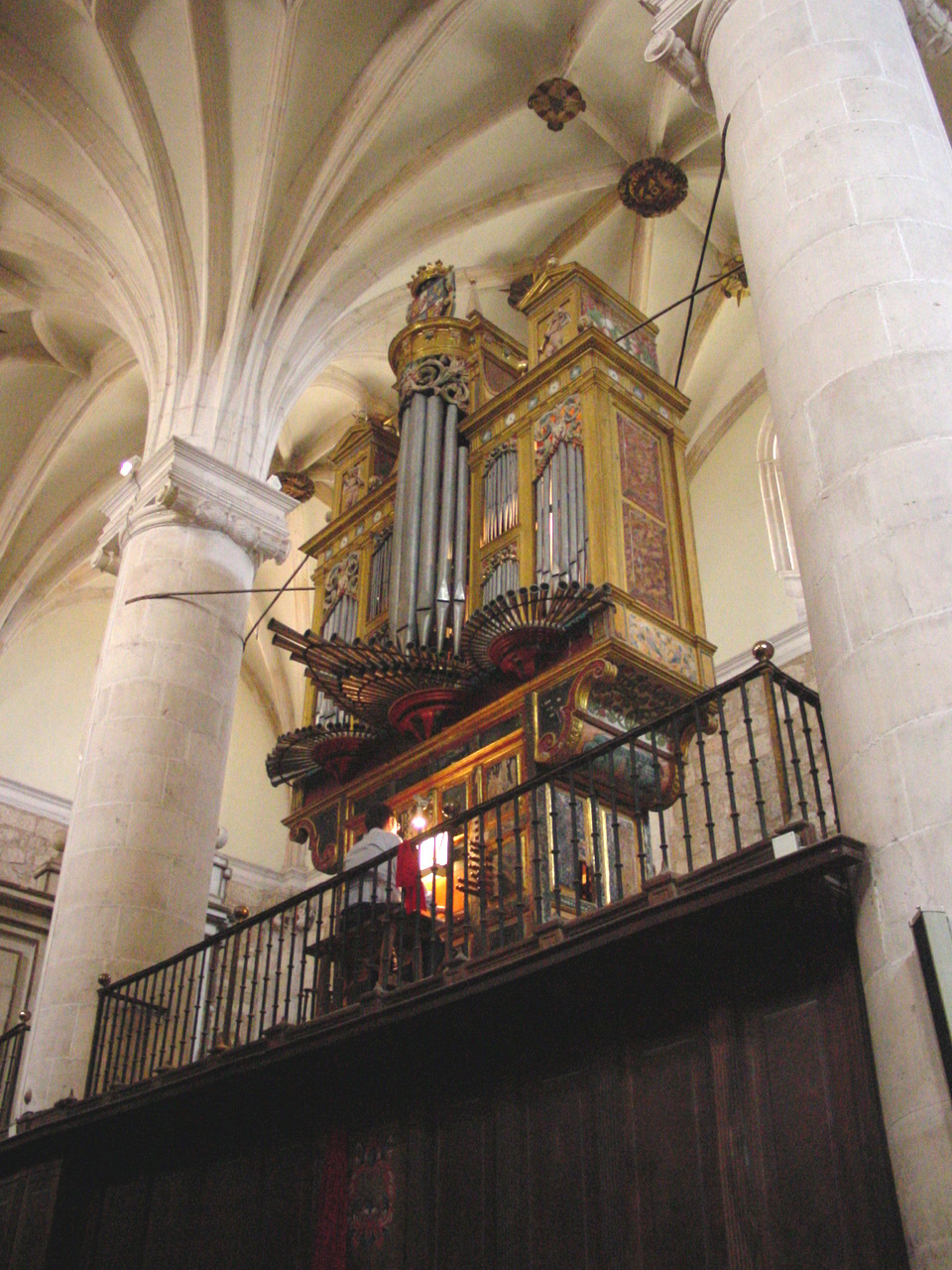
Órgano

En la Colegiata también hay otros elementos muy destacados de los que se ha hablado y escrito mucho que son los famosos órganos de la Colegiata. Estos órganos que reposan sobre los cierres laterales, fueron realizados entre 1615 y 1617 por Diego de Quijano. En el año 2008 se realizó la restauración del órgano del lado Norte de la Colegiata de San Pedro, también conocido como el del Evangelio, y contó con un presupuesto de 190.000 euros, de los cuales el 80 por ciento corrieron a cuenta de la Fundación del Patrimonio y el 20 por ciento restante de la parroquia. Este órgano estaba bastante deteriorado, consistiendo la reforma en limpiar la caja y en añadir la trompetería. La obra fue laboriosa porque la recuperación de la parte instrumental es un proceso complicado que termina con el afinamiento y la armonización del órgano. Las líneas de sus cajas mantienen formas clasicistas pero comienzan a denotar algunas características barrocas. Por estos órganos han pasado numerosos artistas que han ofrecido conciertos organizados por el Centro de Iniciativas Turísticas de Lerma. En el año 2001 se realizó un concierto con el título de Patrimonio Musical del Duque de Lerma que recreó la historia musical desde que la Colegiata fue reconsagrada en el año 1.617. Cuatro siglos después, el Ayuntamiento de Lerma y la Caja de Burgos programaron un proyecto para recuperar las melodías que se oían en el Renacimiento y en el Barroco. Cuando se hacían antiguamente estas celebraciones iban acompañadas de procesiones, representaciones teatrales y misas cantadas. Otro de estos actos fue la celebración en 2008 de la XV edición del Mes del Barroco que ofreció su mayor actividad en los conciertos en la Colegiata. Para esa ocasión se contó con la presencia de los grupos barrocos ‘Aldebarán’, ‘Divertimento’ o ‘Aula Boreal’ y la gran organista rusa Liudmila Matsyura.

### Escultura Don Cristóbal de Rojas

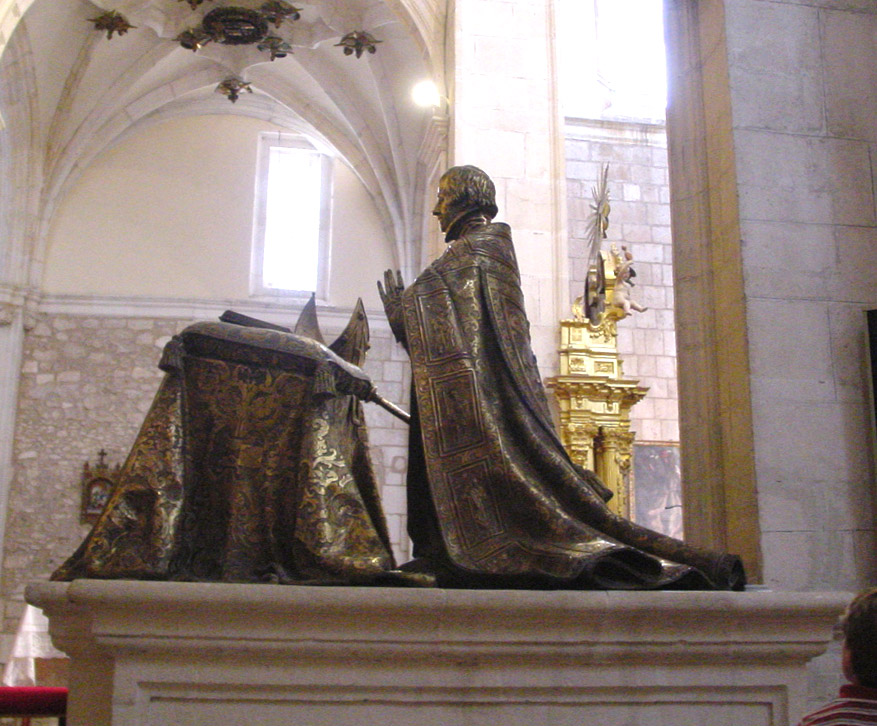
Arzobispo Cristóbal de Rojas, de Juan de Arfe en el interior de la colegiata de San Pedro en Lerma (Burgos).

Si hay una escultura específica por la que la gente recuerde la Colegiata de San Pedro seguramente sería por la escultura orante de don Cristóbal de Rojas y Sandoval de Juan de Arfe. Don Cristóbal de Rojas y Sandoval fue arzobispo de Sevilla y tío del duque de Lerma y como fue enterrado en la villa de Lerma, el duque de Lerma decidió trasladar en 1608 la escultura de bronce a la Colegiata. Cuando se trasladó la figura a la Colegiata se construyó un pedestal para colocar la figura. En la figura, don Cristóbal de Rojas y Sandoval está orando, arrodillado y mirando al altar mayor. Está vestido de pontifical y con una capa decorada con imágenes de la Transfiguración y de los Apóstoles. Lleva unos guantes que le cubren las manos aunque dejan ver muy poquito sus dedos. Un dato muy curioso es que esta escultura aparece como la de un hombre de menos años que los que tenía en el momento de su muerte y se aleja del rostro que se muestra en algunas pinturas antiguas. En el reclinatorio descansa un libro, el báculo y la mitra.
Entre las grandes obras de la Colegiata, también se encuentran algunas pinturas muy conocidas que se siguen conservando intactas. En las paredes de la Colegiata hay varias pinturas del duque de Lerma, y dos de las más famosas son la que lo representa como militar, pintado por Pantoja de la Cruz, y la que lo representa como cardenal, de Diego Rodrí.
Aunque la Colegiata se mantiene muy bien desde su construcción, ha pasado algunos sustos que han podido hacer peligrar su buen estado por diferentes motivos que han dado lugar a diferentes reconstrucciones arquitectónicas.